# Altiverruca obliqua
Altiverruca obliqua is een zeepokkensoort uit de familie van de Verrucidae. De wetenschappelijke naam van de soort is voor het eerst geldig gepubliceerd in 1883 door Hoek.